# Mallı-Şıxlı
Mallı-Şıxlı è un comune dell'Azerbaigian situato nel distretto di Göyçay.